# Федерация социалистических рабочих Франции
Федерация социалистических рабочих Франции (Федерация трудящихся-социалистов Франции, фр. Fédération des travailleurs socialistes de France, FTSF) — французская социалистическая партия времён Третьей республики, созданная в 1879 году. Изначально представляла собой объединение различных французских социалистических течений, а затем под руководством Поля Брусса стала главной реформистской социалистической партией 1880-х и 1890-х годов. В 1902 году влилась в только что основанную Французскую социалистическую партию, которая через три года стала одной из трёх партий объединившихся во Французскую секцию Рабочего Интернационала (СФИО), ведущей социалистической силы Франции первой половины 1950-х годов и прародительницы современной Социалистической партии.

## История

### FPTSF: союз социалистических течений
В 1879 году в Марселе состоялся 3-й Социалистический рабочий конгресс (позже названный «конгресс бессмертных»). На нём присутствовали радикальные республиканцы, мутуалисты, анархисты и социалисты различных убеждений. Большинство на конгрессе получили марксистская группа коллективистов во главе с Жюле Гедом. По итогам конгресса Гед вместе с Лафаргом, Малоном и Бруссом создали Федерацию социалистической рабочей партии Франции (FPTSF). Она была скорее федерацией профсоюзов и местных комитетов, чем политической партией в современном смысле этого слова. Но это была первая попытка объединить различные французские социалистические течения:
- гедисты, представители марксистского движения во Франции во главе с Жюлем Гедом и Полем Лафаргом. На момент создания FPTSF они были больше представлены в руководстве, чем среди делегатов.
- поссибилисты или реформисты, возглавляемые Полем Бруссом и Жаном Аллеманом, они, как и гедисты, тоже являлись «коллективистами», но в вопросах прихода к власти и трансформации общества, которое они хотели сделать прогрессивным, придерживались пути реформ, а не революции. Это было важнейшее течение FPTSF.
- бланкисты, сторонники социалиста-революционера Огюста Бланки (ещё находившегося в тюрьме во время Марсельского конгресса). Из якобинской традиции они были наиболее радикальны в вопросе революции, призывая к «тотальным действиям», которые должны привести к установлению новой социалистической системы[3].
- анархисты, близкие к идеям Бакунина, определявшие себя как либертарные коммунисты вроде Элизе Реклю. Они тоже были коллективистами, однако выступали за «исчезновение всех форм этатизма».
- кооператоры, наследники идей Прудона и Луи Блана (который с тех пор сблизился с радикальными республиканцами), выступавшие против коллективизма и насильственных действий.

Во время Гаврского конгресса 1880 года FPTSF (также называемая Французской социалистической рабочей партией) приняла явно коллективистскую программу, написанную Карлом Марксом, Жюлем Гедом и Полем Лафаргом, которая привела к уходу «кооператоров».
Однако провал новой партии на выборов 1881 года вызвал раскол между руководством, в котором преобладали сторонники Геда, и большинством активистов, которые хотели конкретных социалистических реформ в духе Поля Брусса. Конгресс в Реймсе, состоявшийся два месяца спустя, завершился изоляцией «гедистов» от «поссибилистов» и приходом к власти внутри FPTSF Поля Брусса. Эта реформистская ориентация спровоцировала уход «анархистов», за которыми последовали «бланкисты» во главе с Эдуаром Вайяном, который основал революционно-социалистическую партию Центральный революционный комитет (CRC).
В 1882 году после конгресса в Сент-Этьене) настала очередь марксистов во главе с Гедом выйти из FPTSF и создать Рабочую партию (РО). Исход оппонентов привёл к тому, что FPTSF становится реформистской социалистической партией под руководством Поля Брусса. Переименованная в 1882 году в Революционную социалистическую рабочую партию (POSR) (не путать с Рабочей социалистической революционной партией Жана Аллемана), в 1883 году вновь меняет название, став Федерацией социалистических рабочих Франции (FTSF).

### FTSF: поссибилистская партия
Благодаря значительной поддержке профсоюзов и многочисленных активистов в Иль-де-Франс, Арденнах и Вьене, FTSF была ведущей социалистической партией Франции.
Своих первыех успехов на выборах она добилась в 1885 году, когда были избраны два депутата от департамента Сены в рамках революционной реформистской программы. На муниципальных выборах 1887 года несколько представителей FTSF избираются в муниципальный совет Парижа, в том числе Поль Брусс, который победил во втором туре в округе Эпинет XVII округа Парижа. В следующем году он при поддержке радикалов был избран вице-президентом муниципального совета Парижа.
В начале 1888 года партия разделилась на бруссистов и аллеманистов, но они объединились, чтобы во время буланжистского кризиса для защиты республики в ущерб классовой борьбе. Газета fr:Le Cri du Peuple была голосом антибуланжизма до своего захвата в апреле, в то время как поссибилисты были первыми, кто провел антибуланжистский митинг ещё в ноябре 1887 года. Хотя они продолжали критиковать парламентаризм, но при этом указывали, что он лучше, чем диктатура. Также поссибилисты участвовали в создании Общества прав человека и гражданина и открыли новую газету Le Parti ouvrier, явно направленную против Буланже.
После окончания буланжистского кризиса внутри партии вновь возникли разногласия, которые закончились расколом. В 1890 году аллеманисты, оказавшись в меньшинстве, покинули FTSF и основали Рабочую социалистическую революционную партию (POSR). Этот раскол значительно ослабил партию, лишив её рабочей базы и поддержки. Без них FTSF представляля собой не более чем небольшую парламентскую партию, сконцентрированную вокруг нескольких ключевых округов Парижа, что способствовало приданию ей всё более реформистского вида. В то время как FTSF был одним из столпов социалистического движения в 1880-х годах, реорганизация Второго Интернационала в 1890-х годах на марксистских основах привела к маргинализации бруссизма в социалистическом ландшафте Европы и Франции.
В 1902 году Федерация социалистических рабочих Франции объединилась с Рабочей социалистической революционной партией (POSR) Жана Аллемана и независимыми социалистами Жана Жореса, образовав Французскую социалистическую партию (PSF), которая в 1905 году стала одной из составных партий Французской секции Рабочего Интернационала (SFIO), правое крыло которой составляли бруссисты.

## Идеология
Федерация социалистических рабочих Франции придерживалась бруссизма, умеренного направления в поссибилизме. Поль Брусс и его последователи считали, что реформистский путь к социализму «возможен» и предпочтительнее, отдавая приоритет муниципальным реформом и развитию общественных услуг (зарождение муниципального социализма). Поэтому они были против Жюля Геда и «гедизма».